# Толстоголовка Дикманна
Толстоголовка Дикманна (лат. Carterocephalus dieckmanni) — бабочка семейства толстоголовок.

## Описание
Размах крыльев 23—26 мм. Верхняя сторона крыльев чёрная с белым рисунком, образованным отдельными пятнами. На переднем крыле в центральной ячейке имеется белое пятно, дискальное пятно и ряд постдискальных пятен. На задних крыльях обычно располагается два пятна в дискальной области. Нижняя сторона крыльев крыльев несколько светлее, на передних повторяется расширенный рисунок верхней стороны; на заднем — располагаются серебристые пятна с металлическим блеском, которые образуют две перевязи; также ещё одно округлое серебристое пятно находится около корня крыла.

## Ареал
В России обитает на юге Приморского края, в Амурской области, имеющиеся указания для юго-запада Еврейской автономной области нуждаются в подтверждении. Также обитает в Корее и Северо-Восточном Китае.

## Биология
Встречается на ксерофитных лугах на склонах сопок южной и юго-восточной экспозиции. Развивается в одном поколении за год. Время лёта с середины мая до конца первой декады июня. Бабочки активно питаются на цветущих растениях. Биология вида неизвестна. Гусеницы, вероятно, развиваются на злаковых.